# Systèmes de contrôle commande des trains du métro de Paris

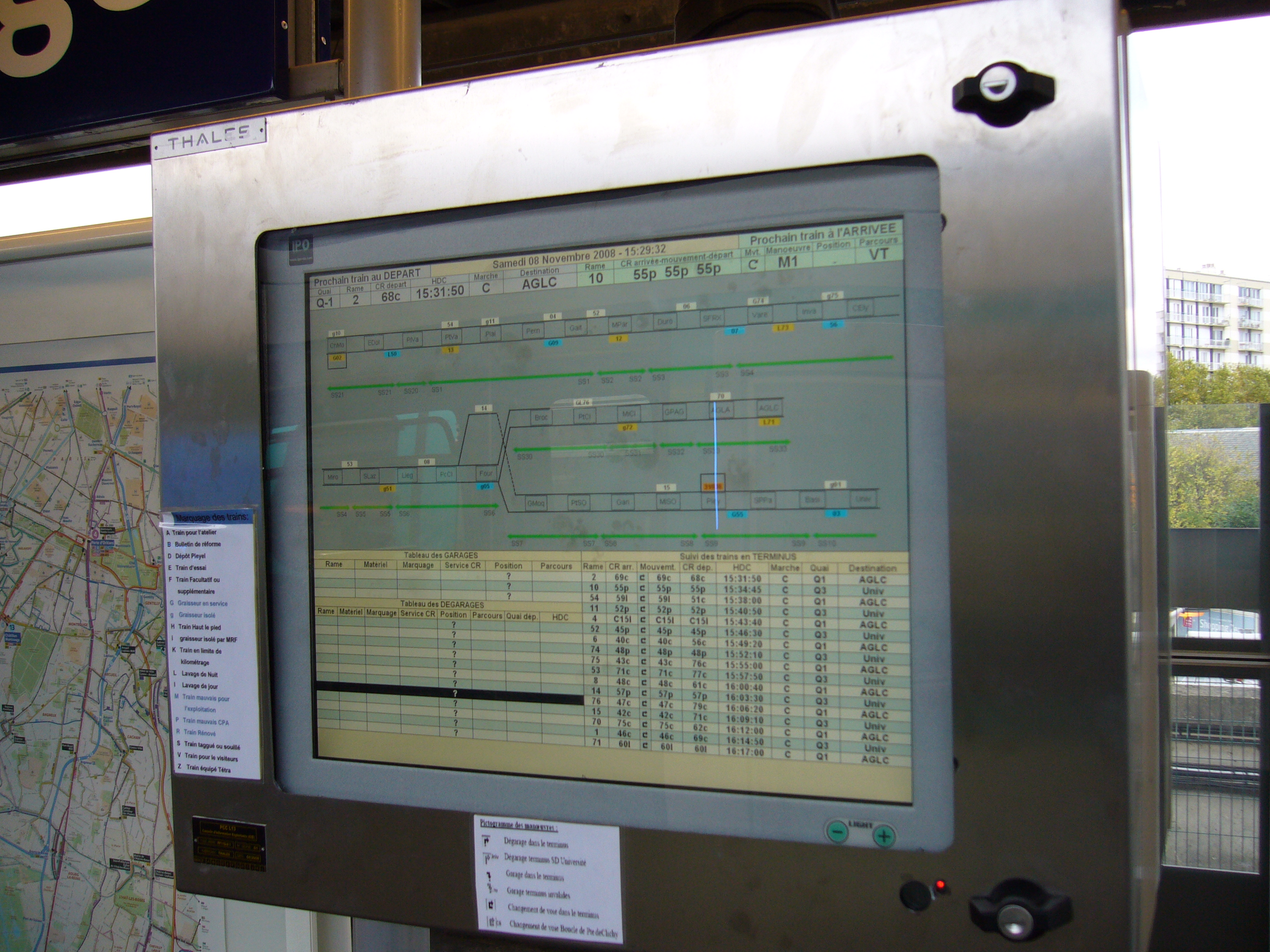
Écran de gestion du trafic du système Ouragan au terminus Châtillon-Montrouge de la ligne 13.

Les systèmes de contrôle commande des trains du métro de Paris sont les systèmes informatiques, de type communication based train control (CBTC), mis en place par la Régie autonome des transports parisiens (RATP) pour gérer le contrôle et la commande des trains de plusieurs lignes à pilotage manuel du métro parisien. Ces systèmes englobent des automatismes au sol et embarqués à bord des trains. Ils viennent remplacer les systèmes de pilotage automatique (PA) qui permettaient auparavant de gérer la vitesse des trains mais restent au niveau 2 d'automatisation.
Deux systèmes principaux cohabitent :
- OCTYS, un système interopérable développé et progressivement déployé sur les lignes 2, 3, 5, 6, 7, 8, 9, 10, 11 et 12 ;
- OURAGAN, un système développé par Thales pour la ligne 13.

Le système d'automatisation de l'exploitation des trains (SAET), un troisième type de CBTC, est utilisé par la RATP pour les lignes automatiques.

## Histoire

### Moderniser la signalisation
Dans le début des années 2000, la RATP, constatant l'incapacité de la signalisation latérale des lignes non automatiques à répondre aux contraintes d'exploitation en heure de pointe, se penche sur la création d'un nouveau système de signalisation pour ces lignes. La solution retenue fut un système de cantons virtuels avec signalisation en cabine, similaire au système SACEM qui équipe la ligne A du RER. Ce projet prit le nom d'OURAGAN, rétroacronyme d’Offre urbaine renouvelée et améliorée gérée par un automatisme nouveau.
Le programme OURAGAN consiste à mettre en place une solution globale de contrôle et de commande des trains. Cela passe par la modernisation des PCC (Postes de Commande Centralisés) qui devraient être délocalisés pour être plus proches de leurs lignes respectives (comme cela a été le cas d'abord avec la ligne 4 puis avec la ligne 3 dont le PCC est passé du boulevard Bourdon à Saint-Fargeau) ainsi que par la modernisation de la signalisation en tunnel et enfin le renouvellement des automatismes (PA),.

### Les marchés
La RATP a lancé deux appels d'offres séparés. Un premier appel d'offres pour la ligne 13, et un second appel lancé en septembre 2002 pour l'équipement des lignes 3, 5, 9, 10 et 12. Les critères imposés par la RATP dans son appel d'offres étaient de permettre une augmentation de la sécurité en assurant un contrôle continu de la vitesse des trains, d’améliorer la qualité de service offert aux voyageurs en réduisant l'intervalle entre les rames de 105 à 90 secondes, avec modification de la signalisation latérale et la mise en place d'une standardisation des systèmes de conduite des trains CBTC permettant une interchangeabilité des équipements et une diversification des fournisseurs.

#### Marché de la ligne 13

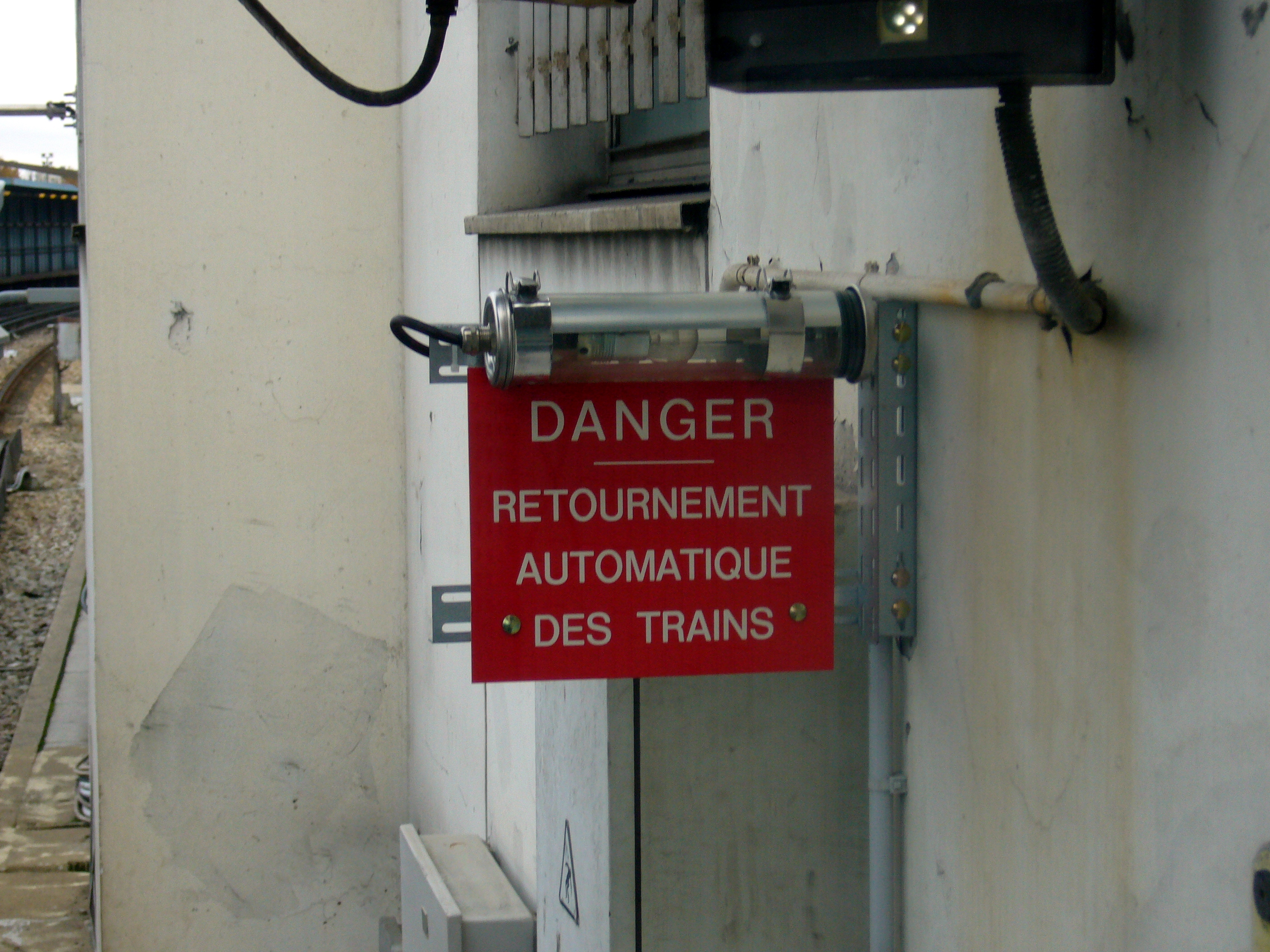
D'abord réalisée avec le pilotage automatique traditionnel, la fonction de retournement automatique des trains de la station Châtillon - Montrouge doit être prise en charge par OURAGAN.

La RATP a, dans un premier temps, choisi d'équiper la ligne 13, la plus saturée du réseau, équipée de rames de type MF 77 rénovées spécialement, pour laquelle un unique marché a été attribué en 2002 à Alcatel. Depuis, cette division d'Alcatel a été rachetée par l'industriel Thales.
Le coût d’OURAGAN sur la ligne 13 est de 130 millions d’euros, incluant le système lui-même ainsi que les opérations connexes comme la modernisation de l’atelier de Châtillon-Bagneux et du terminus Châtillon-Montrouge. Le coût de la modernisation du matériel roulant MF 77 est de 70 millions d'euros. Ce programme de 200 millions d’euros est cofinancé à hauteur de 26,6 millions d’euros par le contrat de Plan État-Région (9,9 millions pour l'État ; 16,64 millions pour la région). Le reste, 172,26 millions d'euros, est à la charge de la RATP.

#### Marché des lignes 3, 5, 9, 10 et 12
Le 30 janvier 2004, le conseil d'administration de la RATP a attribué le marché de l'équipement des lignes 3, 5, 9, 10 et 12 pour 95 millions d'euros à Siemens Transportation Systems, Ansaldo STS France et Technicatome.
Siemens Transportation System s'est vu confier le système de communications entre les différents équipements fixes et embarqués pour les cinq lignes ; les équipements embarqués du nouveau système de pilotage automatique à installer dans les rames MF 67 des lignes 3, 10 et 12 et dans les rames MF 01 des lignes 5 et 9 seront équipés avant leur livraison par les industriels chargés de leur construction. Siemens se charge également des équipements fixes du nouveau système de pilotage automatique des lignes 5 et 9. C'est le système Trainguard MT CBTC, version non automatique du système d'automatisation de l'exploitation des trains (SAET), qui sera installé.
Ansaldo STS France (anciennement CSEE Transport) s'est vu confier la maîtrise d'œuvre de la rénovation de la ligne 3, première ligne de ce marché à être équipée, ainsi que la fourniture des équipements fixes des lignes 3, 10 et 12.

#### Marché de la ligne 6
En avril 2018, la RATP confie à Ansaldo STS (groupe Hitachi) le contrat de déploiement d'OCTYS pour la ligne 6 pour un contrat de 17,6 millions. Ansaldo STS avait déjà équipé de son CBTC la ligne 3 du métro parisien.

#### Marché de la ligne 11
La ligne 11 sera équipée de la même version que celle utilisée sur les lignes 3 et 6.

#### Marché des lignes 3 bis, 7 bis et 10
En mai 2021, Alstom est retenu pour déployer les lignes 3 bis, 7 bis et 10 avec une solution I-CBTC (I pour Interchangeable) liée à la mise en service des MF 19.

#### Marché des lignes 7, 8 et 12
L'appel d'offre pour l'équipement des lignes 7, 8 et 12 sera lancé en décembre 2023.

### Déploiement
Une rame MF 77 a participé à l’expérimentation OURAGAN sur la ligne 13 à partir de février 2006. Ce train d’essais circulait aux heures creuses, intercalé entre les trains de voyageurs pour tester le réseau de communication et celui des données sécuritaires. Ce train, la rame 075, est retourné en service voyageurs depuis et a même été rénové dans le cadre du programme de rénovation des rames de cette ligne.
Le déploiement était à l'origine prévu en 2007 pour la ligne 13, mais la RATP a considéré en 2006 que la version d'OURAGAN provenant d'Alcatel (Canada) dont Thales a la charge ne respectait pas le cahier des charges, notamment en matière de sécurité, et n'était donc pas acceptable en l'état. Il s'en est suivi la reprise par Thales (Vélizy). La première rame voyageurs fut opérationnelle en 2014 et l'ensemble des rames (66) ont été déployées en 2017.
Le nouveau poste de commande centralisé de la ligne 13 a néanmoins ouvert ses portes le 17 décembre 2006, équipé d'un ATS[Quoi ?] de Thales (Vélizy).
Des essais concernant OURAGAN se déroulent aussi sur la ligne 8 entre Porte de Charenton et Liberté depuis plusieurs années, d'abord effectués par une rame ayant reçu un pelliculage « Train d'essai » que fut le MF 67 D no 3 060, qui auparavant est resté pendant plus de quinze ans au centre d'instruction des conducteurs. Celui-ci fut secondé en 2008-2009 par le MF 67 F no 507 provenant de la ligne 5. Ce dernier est revenu sur sa ligne d'origine tandis que la rame 3060 est partie à la casse, remplacée par le MF 01 no 049 initialement prévu pour la ligne 5 ; ce dernier a été transféré sur cette ligne pour le service voyageurs en mai 2012, et remplacé par le no 047 (initialement en service voyageurs sur la ligne 5) qui est dorénavant à sa place pour les essais.
En avril 2021, seules les lignes 3, 5 et 9 sont équipées d'OCTYS. Suivront les lignes 6 et 11 d'ici 2023. Quant aux lignes 3 bis, 7, 7 bis, 8, 10 et 12, elles sont équipées conjointement à la mise en service des MF 19.

## Les deux systèmes déployés

### OURAGAN
OURAGAN, acronyme de Offre Urbaine Renouvelée et Améliorée, Gérée par un Automatisme Nouveau est le système de contrôle commande des trains (CCT) qui équipe la ligne 13 du métro de Paris,. Développé par l'industriel Alcatel puis par Thales qui a repris l'activité ferroviaire d'Alcatel, OURAGAN était à l'origine le nom de projet de l'ensemble des systèmes CBTC déployés ou projetés dans le métro parisien. La conception des systèmes pour les lignes 3, 5, 9, 10 et 12 étant différente de par leur conception effectuée de façon lotie avec des industriels différents pour chaque lot, le nom du système pour ces lignes a changé pour devenir OCTYS.

### OCTYS
OCTYS est l'acronyme de « Open Control of Trains, Interchangeable & Integrated System ».

## Utilisation

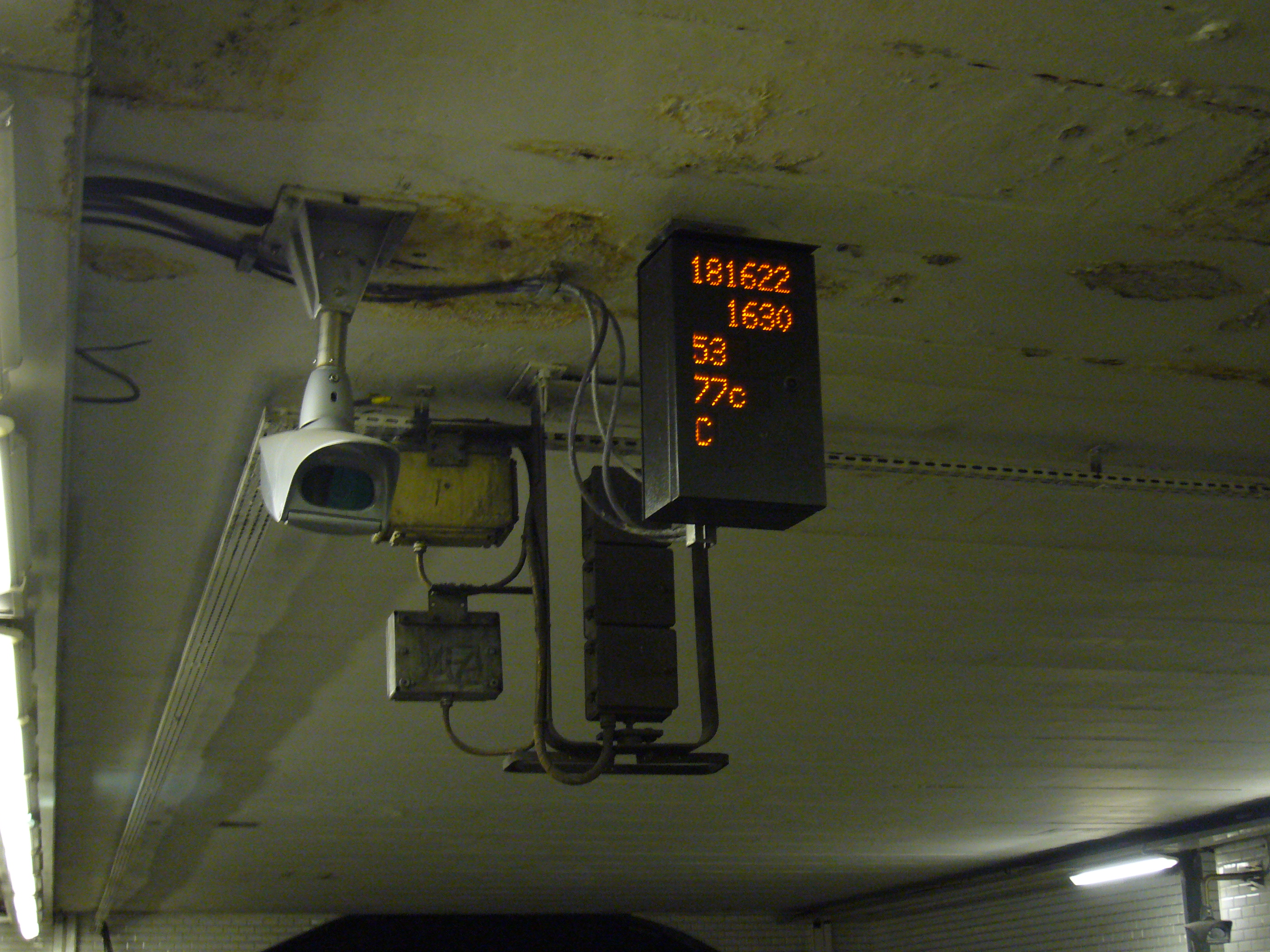
Horloge de régulation déployée sur la ligne 13 lors du changement de PCC, ici à la station Saint-Lazare, qui sera pilotée par OURAGAN.

La mise en place de système de contrôle continu de vitesse constitue une sécurité supplémentaire pour garantir la protection de l’intégrité physique des voyageurs et du personnel de la régie. Déjà utilisé sur le RER, ce type de système équipe la plupart des réseaux du monde. Il permet le contrôle en temps réel de la vitesse du train par rapport à la typologie de la ligne et en fonction de la position du train précédent.
OURAGAN et OCTYS permettent deux modes de conduite :
- Le mode automatique : le conducteur est chargé de la surveillance des échanges voyageurs, les automatismes se chargeant de la prise en main complète du train ;
- Le mode manuel contrôlé : les automatismes indiquent au conducteur les vitesses auxquelles il est autorisé à rouler et surveillent le respect des limites de vitesses et le non-franchissement des feux rouges.

OURAGAN et OCTYS sont également un pas en avant vers l'automatisation intégrale à l'image de la ligne 14. En effet, ces systèmes pourraient, sans grandes modifications, devenir autonomes.
Dans un premier temps, seules les lignes 3, 5, 9, 10, 12 et 13 sont concernées par l'installation de ces systèmes CBTC.

## Technique

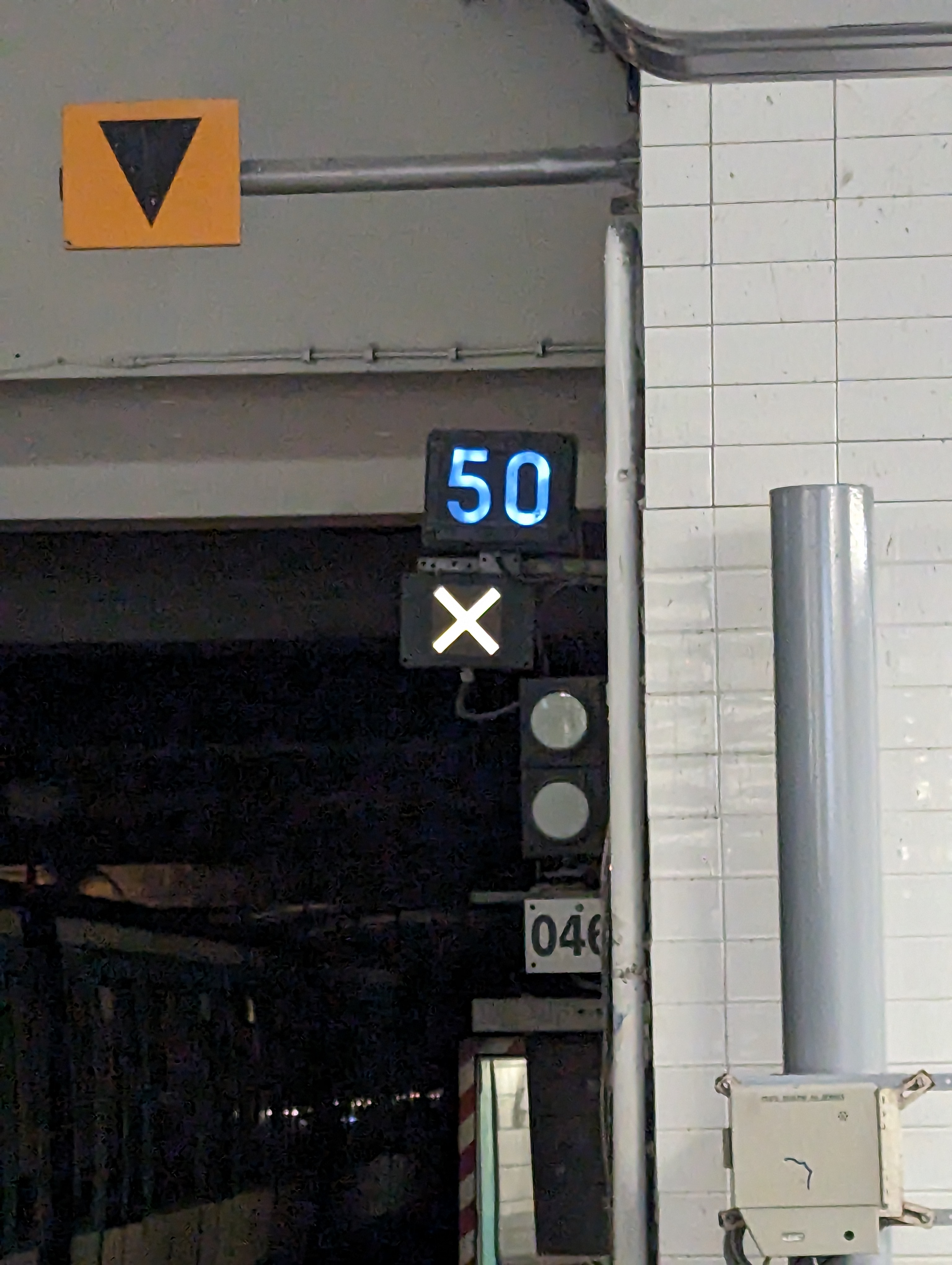
Annulation de la signalisation latérale par Octys à la station Porte de Pantin, signalée par l'allumage de la croix de saint André.

Les systèmes OCTYS et OURAGAN possèdent deux modes de fonctionnement. La version de base est une version simplifiée utilisant la signalisation latérale actuelle qui est déployée sur les lignes 3 et 9, et le sera sur les lignes 6, 7, 8, 11 et 12 (OCTYS type 2). La seconde version utilise une signalisation embarquée à bord des trains avec annulation de la signalisation latérale en tunnel actuelle, déployée sur la ligne 5 et prochainement sur la ligne 9 (OCTYS type 1, vb2). Enfin, les lignes 3 bis, 7 bis et 10 disposeront d'une version sans pilotage automatique se contentant de contrôler la vitesse et utilisant la signalisation latérale (OCTYS type 3).
Les fonctions prises en charge par le système OURAGAN sont les suivantes :
- contrôle continu de la vitesse des trains ;
- pilotage automatique du train permettant une diminution de l'intervalle minimum entre deux trains de 105 à 90 secondes en station, soit 2 minutes en tunnel, par l'utilisation de cantons mobiles ;
- signalisation en cabine avec annulation de la signalisation latérale (à l'image de SACEM) ;
- retournement automatique des trains aux terminus ;
- gestion de façades de quais.

L’interchangeabilité des matériels composant le système OCTYS repose sur le découpage des systèmes CBTC en plusieurs lots et sur la standardisation des différentes interfaces entre les lots. Ces lots incluent les automatismes au sol, les automatismes embarqués dans les trains, le système de communication entre les automatismes sol et embarqués, ainsi que l’intégration de ces lots pour assurer leur bon fonctionnement en exploitation.